# Mecha (cuerda)

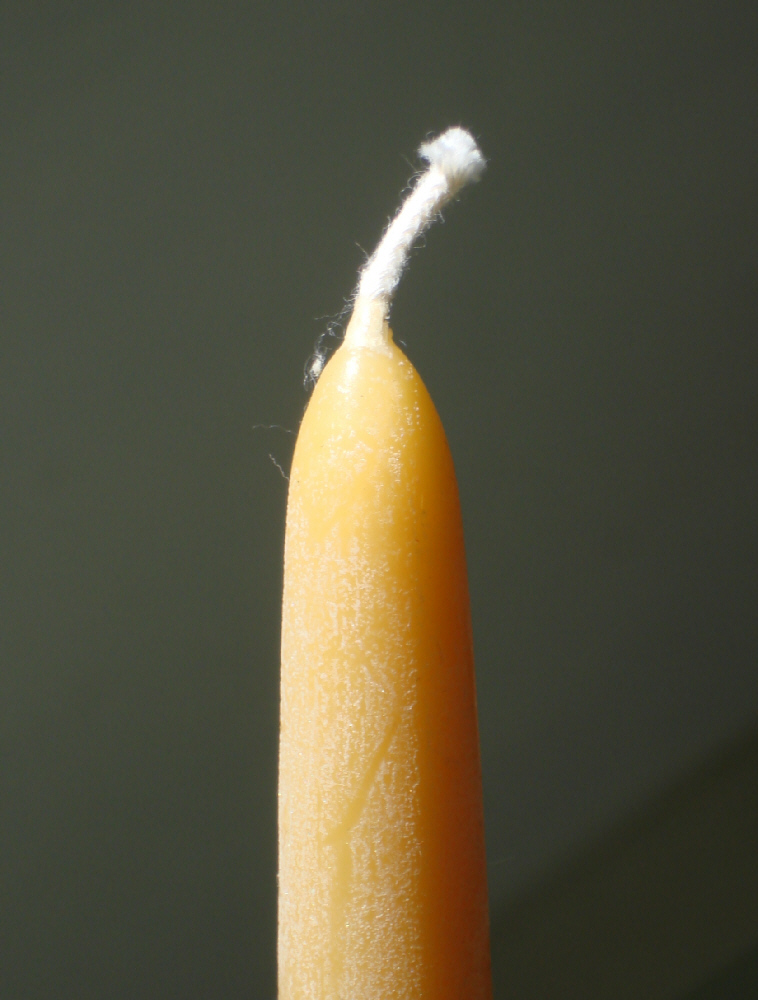
Mecha en una vela.

Una mecha o pabilo es una cuerda combustible colocada en el interior de las bujías y velas o en los mecheros utilizados para alumbrado o para encender fuego. También puede adoptar la forma de un tubo relleno de pólvora para dar fuego, de forma segura, a un explosivo.
En el ámbito de la iluminación y ceremonial son de común uso tres tipos de mechas:
- Cuadrilonga. Con filamentos gruesos.
- Trenzada. Las más usadas en bujías.
- Torcida. Las usuales en ritos ceremoniales.

En el ámbito militar, se consideraba mecha a la cuerda de cáñamo utilizada para dar fuego a las minas, piezas de artillería, etc. Se distinguían los siguientes tipos de mecha:
- Mecha comprobante. Mecha de longitud igual a la que se pone en la salchicha para medir en qué momento saltará la mina o su efectividad.
- Mecha de estopines. La que servía para dar fuego a los cohetes.

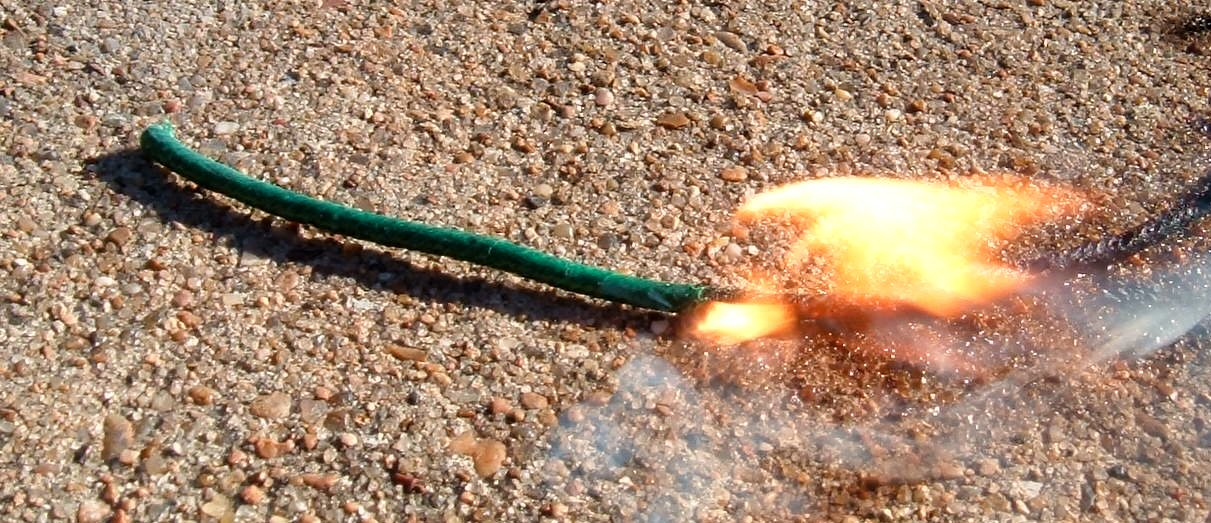
Mecha pirotécnica a prueba de agua que se quema.

- Mecha pirotécnica a prueba de agua que se quema.Mecha incendiaria. La ordinaria que se preparaba haciéndola hervir en agua salitrada, empapándola después en la composición líquida de la piedra de fuego y terminando por cubrirla de pólvora o polvorín. Tenía el mismo uso que la piedra de fuego siendo aún más eficaz que ella.

## Cómo hacer un pabilo de vela
Se pueden hacer pabilos usando bórax.
- Primero, se prepara una solución de bórax (15 ml) y sal de mesa (45 ml) en 250 ml de agua. El agua debe estar cerca de su temperatura de ebullición al momento de preparar la solución.
- En segundo lugar, se introduce un trozo de cuerda de algodón trenzado en la solución. Se deja dentro de la solución y se la permite absorber el bórax por 24 horas para mejores resultados.
- Se saca la cuerda con unas pinzas y se deja secar por 1-2 días.

Técnicamente, el pabilo ya está listo para usarse. Si fuera necesario además rigidizar el pabilo, se pueden seguir los siguientes pasos.
- Derretir una vela pequeña de unos 60 ml a baño María; por ejemplo, se puede poner en un cazo algo de agua para que llegue a unos 2.5-5 cm de altura, y la vela se pone en un contenedor metálico dentro del cazo, y es el cazo el que recibe el calor directo.
- Teniendo la cuerda que absorbió el bórax por un extremo, bañarla en la parafina derretida. Cubrir tanto como sea posible de la cuerda con parafina.
- Extienda la cuerda cubierta en parafina y déjela enfriar/secar un par de minutos.
- Repita los últimos dos pasos un par de veces más para obtener un pabilo más rígida.

El pabilo está listo para usarse.